# Gambas al ajillo
Les gambes amb allada o Gambas al ajillo, com s'anomenen a Espanya, són un plat popular de la cuina espanyola que sol trobar-se majoritàriament al sud i centre del territori. Els ingredients que constitueixen aquest plat són gambes pelades, all i oli d'oliva. Se sol servir com a ració en els bars. Aquest plat forma part dels típics plats de la cultura dels bars d'Espanya i és tan popular que hi ha bars a Madrid que l'ofereixen com a plat principal.

## Preparació i serveis

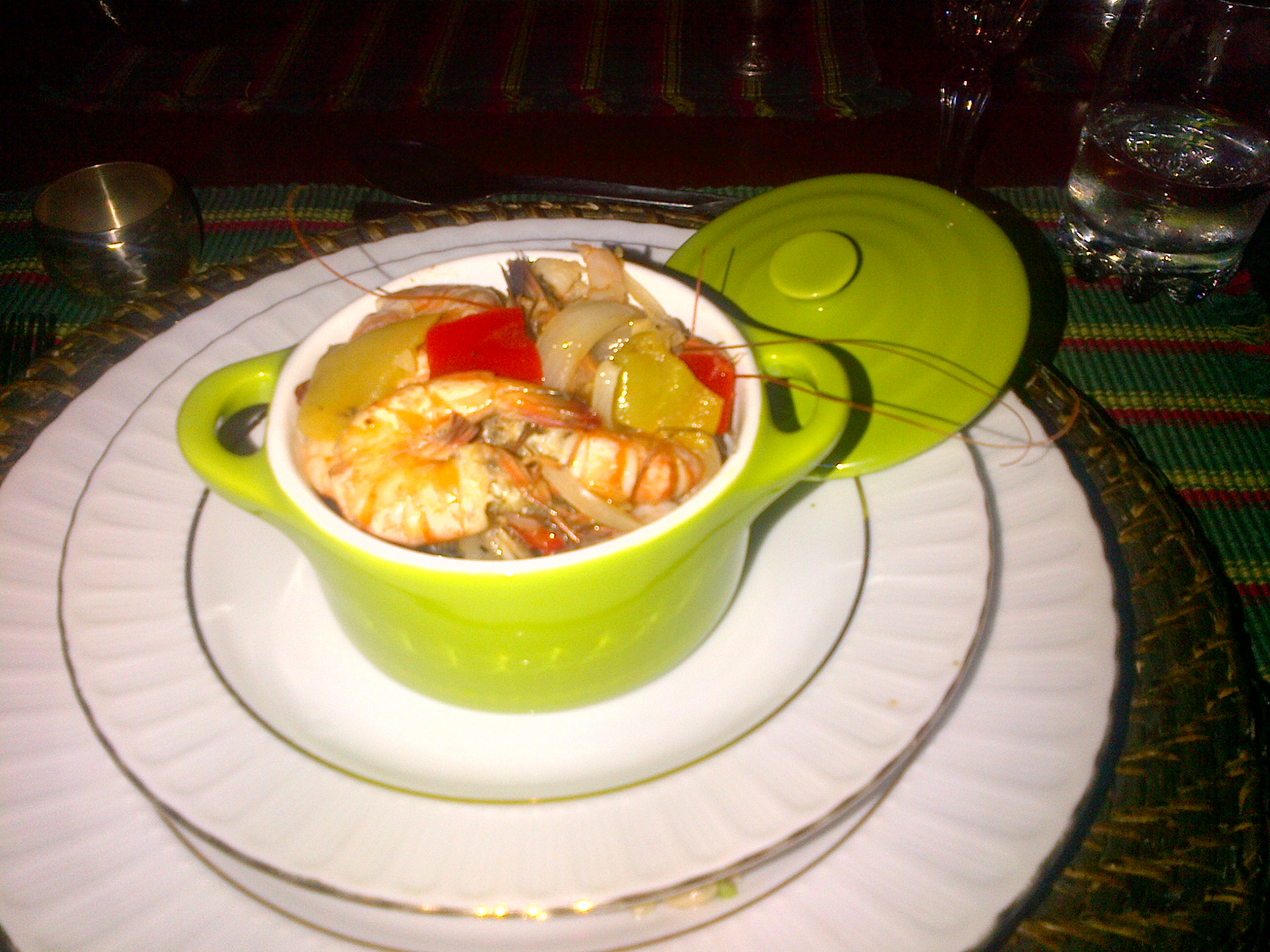
Gambas al ajillo fet en olla individual.

Les gambes a l'all se solen cuinar en una cassola de fang (denominada de vegades abreujadament fang ) on es col·loca a fregir prèviament all i julivert en oli d'oliva, per a continuació afegir aquestes en l'últim moment. Algunes vegades es posen unes rodanxes de bitxo  seca perquè li doni al plat un sabor lleugerament picant. Altres preparacions inclouen un raig de vi de xerès. Solen servir-se directament de la graella en el fang i amb l'oli bullent, empolvorades amb una mica de julivert sec o mullat.
Han de menjar ràpidament, sense que arribin a refredar-se. És una tapa que se sol prendre amb vi (blanc o negre).